# Александрово (Влоцлавський повіт)
Александрово (пол. Aleksandrowo) — село в Польщі, у гміні Бжешць-Куявський Влоцлавського повіту Куявсько-Поморського воєводства.
Населення — 324 особи (2011).
У 1975-1998 роках село належало до Влоцлавського воєводства.

## Демографія
Демографічна структура станом на 31 березня 2011 року:
|          | Загалом | Допрацездатний вік | Працездатний вік | Постпрацездатний вік |
| -------- | ------- | ------------------ | ---------------- | -------------------- |
| Чоловіки | 158     | 25                 | 119              | 14                   |
| Жінки    | 166     | 28                 | 107              | 31                   |
| Разом    | 324     | 53                 | 226              | 45                   |